# Асен Златев (лекар)
Асен Атанасов Златев е български лекар пулмолог и политик. Народен представител в Седмото велико народно събрание от Българската социалистическа партия (БСП).

## Биография
Роден е на 28 август 1946 година в село Добринище. Завършва медицина във Висшия медицински инсттитут в София (1973). Специализира вътрешни болести и пневмология и фтизиатрия. Специализира в Русия, Швеция и Англия.
Доцент, доктор по медицина. Началник на Клиниката по неспецифични белодробни болести към МБАЛББ „Св. София“. В периода 29 декември 2005 – 7 октомври 2009 година е изпълнителен директор на Александровската болница.
На изборите в 1990 година е избран за депутат в VII велико народно събрание от листата на БСП.
Умира на 23 юли 2019 година.